# 藤田智也
藤田 智也（ふじた ともや、1982年12月19日 - ）は、日本の元プロキックボクサー。徳島県美馬市出身。ライトヘビー級を主戦場に、様々な団体のタイトルホルダーに勝利した。2014年1月「Krush.36」では、ライトヘビー級で3本の日本タイトルを保持していた寒川直喜と77kg契約で対戦し、ダウンを奪い、フルマークの判定勝ち。「77kg日本最強」と呼ばれた。

## 来歴
2005年2月6日、正道会館全日本新人戦空手道選手権大会のグローブ空手重量級で優勝。
2005年5月22日、「琉球鉄拳王IV」のダブルメインイベントでプロデビュー。ニックに3RKO勝ち。
2006年9月24日、「R.I.S.E. MIGHTY EIGHTY TOURNAMENT」の1回戦でマグナム酒井と対戦。2RKO負け。
2006年11月26日、「R.I.S.E. XXXI」のメインイベントで高村聡に2RローキックKO勝ち。
2007年6月3日、J-NETWORK「TEAM DRAGON QUEST 1」のトリプルメインイベントで川端健司に3R判定負け。
2007年12月2日、ニュージャパンキックボクシング連盟「BRAVE HEART I」のセミファイナルで宮崎高廣に1RローキックKO勝ち。MVPを獲得した。
2008年6月28日、「TRIBELATE vol.18」で関忠則に1RTKO勝ち。
2011年7月10日、J-NETWORK「J-FIGHT in SHINJUKU〜vol.22〜」のメインイベントで高木健太と対戦し、1Rにパンチのラッシュからスタンディングダウンを奪われるもローキックで反撃し2RKO勝ちを収めた。
2014年1月4日、「Krush.36」でWPMF日本ライトヘビー級王者の寒川直喜と対戦し、1Rに右ストレートからの連打でダウンを奪い、フルマークの判定勝ち。
2014年11月9日、「SAMURAIあばれ祭り VOL.8」で元TRIBELATEクルーザー級王者、SAMURAIあばれ祭りヘビー級王者の羽場悟と対戦し、2RKO勝ち。
2015年1月18日、「K-1 WORLD GP 2015 ～-60kg初代王座決定トーナメント～」でTRIBELATEクルーザー級王者の学武選手と対戦し、判定勝ち。
2015年5月6日、「J-KICK 2015～Return of the warriors～2nd」で木村秀和と「J-NETWORKライトヘビー王座決定戦」を行うが０－３の判定負け。
2016年2月28日、「J-KICK 2016～Honor the fighting spirits～1st」で元TRIBELATEクルーザー級王者の武来安選手と対戦し、2Rに右ストレートでダウンを奪い、判定勝ち。

## 戦績
| キックボクシング 戦績 | キックボクシング 戦績 | キックボクシング 戦績 | キックボクシング 戦績 | キックボクシング 戦績 | キックボクシング 戦績 | キックボクシング 戦績 |
| --------------------- | --------------------- | --------------------- | --------------------- | --------------------- | --------------------- | --------------------- |
| 34 試合               | (T)KO                 | 判定                  | その他                | 引き分け              | 無効試合              |                       |
| 21 勝                 | 13                    | 8                     | 0                     | 1                     | 0                     |                       |
| 12 敗                 | 4                     | 8                     | 0                     | 1                     | 0                     |                       |

| 勝敗 | 対戦相手                   | 試合結果                                    | 大会名                                                                                             | 開催年月日     |
| ○    | 中村充利                   | 3R終了 判定3-0                              | J-KICK 2017～J-NETWORK 20th Anniversary～2nd                                                       | 2017年5月5日   |
| ○    | 小澤和樹                   | 2R 1:51 TKO（ ローキック→レフリーストップ） | Bigbang-統一への道-27                                                                              | 2016年12月4日  |
| ×    | 木村秀和                   | 1R 3:05 KO（右フック）                      | J-KICK 2016～Honor the fighting spirits～2nd                                                       | 2016年5月5日   |
| ○    | 武来安                     | 3R終了 判定3-0                              | J-KICK 2016～Honor the fighting spirits～1st                                                       | 2016年2月28日  |
| ×    | 阿佐美ザウルス             | 3R終了判定3-0                               | Krush.59                                                                                           | 2015年10月4日  |
| ×    | ウェイ・ガオ・ジェ         | 3R終了判定3-0                               | 中日拳王永州大决战                                                                                 | 2015年8月2日   |
| ×    | 木村秀和                   | 5R終了判定3-0                               | J-KICK 2015「～Return of the warriors～2nd」J-NETWORKライトヘビー級王座決定戦                      | 2015年5月6日   |
| ○    | 学武                       | 3R終了 判定3-0                              | K-1 WORLD GP 2015 ～-60kg初代王座決定トーナメント～                                                | 2015年1月18日  |
| ○    | 羽場悟                     | 2R TKO                                      | SAMURAIあばれ祭 VOL.8                                                                              | 2014年11月9日  |
| ○    | 岩本義弘                   | 1R 2:13 TKO                                 | TRIBELATE vol.45                                                                                   | 2014年10月26日 |
| ×    | ファン・ビアン             | 3R終了 判定2-1                              | 平江中日格闘技対抗戦                                                                               | 2014年9月6日   |
| ×    | 大治ZLS                    | 1R 2:31 TKO                                 | J-KICK 2014「～The sign of brave heart～ 3rd」J-NETWORKライトヘビー級初代王座決定戦                | 2014年8月17日  |
| ○    | 木村秀和                   | 延長R終了 判定2-1                           | J-KICK 2014「～The sign of brave heart～ 2nd」J-NETWORKライトヘビー級初代王座決定トーナメント1回戦 | 2014年5月6日   |
| ○    | 寒川直喜                   | 3R終了 判定3-0                              | Krush.36                                                                                           | 2014年1月4日   |
| △    | 山中政信                   | 3R終了 判定1-1                              | LEGEND CUP vol.21                                                                                  | 2013年11月3日  |
| ○    | 細井"ジャックダニエル"光世 | 2R 0:01 TKO                                 | Bigbang The Future 9                                                                               | 2013年10月13日 |
| ○    | 藤井章太                   | 2R 2:49 KO（右ハイキック）                  | Krush.31                                                                                           | 2013年8月25日  |
| ○    | 西田操一                   | 2R 0:57 KO（ローキック）                    | Bigbang The Future 8                                                                               | 2013年7月14日  |
| ○    | 巻渕淳                     | 1R 2:06 KO（ローキック）                    | HEAT25                                                                                             | 2012年11月18日 |
| ○    | 工藤勇樹                   | 3R終了 判定3-0                              | 蹴拳4                                                                                              | 2011年11月27日 |
| ○    | 高木健太                   | 2R 1:28 KO（ローキック）                    | J-NETWORK「J-FIGHT in SHINJUKU〜vol.22〜」                                                         | 2011年7月10日  |
| ×    | 銀次郎                     | 3R終了 判定0-3                              | CHIKISEI FIGHTING DREAM 1                                                                          | 2008年9月15日  |
| ○    | 関忠則                     | 1R 1:33 TKO（タオル投入）                   | TRIBELATE vol.18                                                                                   | 2008年6月28日  |
| ○    | 武負                       | 3R終了 判定2-0                              | ニュージャパンキックボクシング連盟 「BRAVE HEART (START OF NEW LEGEND III)                         | 2008年3月9日   |
| ○    | 宮崎高廣                   | 1R 2:00 KO（右ローキック）                  | ニュージャパンキックボクシング連盟 「BRAVE HEART I                                                 | 2007年12月2日  |
| ×    | 大輔・H.G.                 | 3R終了 判定0-3                              | R.I.S.E. -α- "THE FACE"                                                                            | 2007年8月26日  |
| ×    | 川端健司                   | 3R終了 判定0-3                              | J-NETWORK「TEAM DRAGON QUEST 1                                                                     | 2007年6月3日   |
| ○    | 高村聡                     | 2R 2:33 KO（3ダウン：右ローキック）         | R.I.S.E. XXXI                                                                                      | 2006年11月26日 |
| ×    | マグナム酒井               | 2R 2:59 KO（2ダウン：左フック）             | R.I.S.E. MIGHTY EIGHTY TOURNAMENT '06 【MIGHTY EIGHTY TOURNAMENT 1回戦                             | 2006年9月24日  |
| ○    | 上野正美                   | 2R 2:04 KO（3ダウン：右ローキック）         | R.I.S.E. XXVIII                                                                                    | 2006年7月30日  |
| ×    | 三浦広光                   | 1R 1:16 KO（フック連打）                    | R.I.S.E. XXV                                                                                       | 2006年4月30日  |
| ○    | ニコラス・バンクス         | 3R終了 判定0-2                              | 琉球 Kamikaze Spirits                                                                              | 2005年11月13日 |
| ×    | マウロ・ブレダ             | 3R終了 判定0-3                              | BATTLE FRONT 1                                                                                     | 2005年8月28日  |
| ○    | ニック                     | 3R KO（右ハイキック）                       | 琉球鉄拳王IV                                                                                       | 2005年5月22日  |

## アマチュア戦績
- 2005年 正道会館全日本新人戦空手道選手権大会 グローブ空手重量級 優勝
- 2004年 四国グローブ空手 重量級 優勝
- 2003年 四国グローブ空手 重量級 優勝